# Vlag van Andorra
De vlag van Andorra is een verticale driekleur in de kleuren blauw (links), geel (midden) en rood, met in het midden het wapen van Andorra. Voor civiel gebruik is ook de versie zonder wapen toegestaan. De vlag werd in de huidige vorm op 27 augustus 1971 aangenomen.

## Symboliek

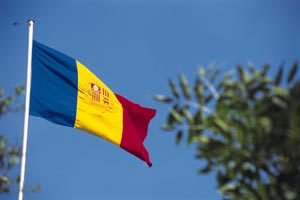
Andorrese vlag in de wind.

De drie kleuren, blauw, geel en rood verwijzen naar de vlag van Frankrijk en de vlag van Catalonië en daarmee naar de geografische situatie van Andorra (ingeklemd tussen Frankrijk en Spanje) en naar de politieke geschiedenis en huidige politieke realiteit. Tot 1993 hadden de bisschop van Urgell en het Franse staatshoofd, co-vorsten genoemd, samen de macht over Andorra. Sinds 14 maart 1993 hebben de co-vorsten geen inbreng meer in het bestuur, maar zijn zij nog steeds de officiële staatshoofden.
Het wapen van Andorra, dat in het midden van de vlag staat, heeft een schild bestaande uit vier kwartieren: de mijter die de bisschop van Urgell voorstelt, de drie rode balken voor de drie graven van Foix, de vier balken linksonder voor Catalonië en de koeien in het vierde kwartier die de graven van Béarn symboliseren.
De wapenspreuk onder het schild is Virtus Unita Fortior, hetgeen "Verenigde Kracht is Sterker" betekent.

## Ontwerp
Andorra is niet uniek met een blauw-geel-rode verticale driekleur. Roemenië, Moldavië en Tsjaad hebben ook dergelijke vlaggen. Die hebben echter wel een andere hoogte-breedteverhouding; in de Andorrese vlag is deze 7:10. Ook heeft de Andorrese vlag, in tegenstelling tot die van Roemenië, Moldavië en Tsjaad, een bredere gele baan: de drie banen verhouden zich tot elkaar als 8:9:8.
Het wapen (schild plus omlijsting) staat precies in het midden van de vlag. Aangezien het schild zich iets boven het midden van het gehele wapen bevindt, bevindt het schild zich ook iets boven het midden van de vlag.

### Kleuren
De kleuren van het wapen zijn:
| Kleurmodel   | Rood       | Beige       | Geel      | Blauw      | Bruin        |
| ------------ | ---------- | ----------- | --------- | ---------- | ------------ |
| Pantone      | 485 C      | 466 C       | Yellow C  | 300 C      | 478 C        |
| CMYK         | 0-95-100-0 | 12-22-43-0  | 0-1-100-0 | 100-44-0-0 | 40-86-100-30 |
| RGB          | 238-50-36  | 224-194-152 | 255-238-0 | 0-120-193  | 125-54-32    |
| Hexadecimaal | #ee3224    | #e0c298     | #ffee00   | #0078c1    | #7d3620      |

De kleuren van de banen van de vlag zijn:
| Kleurmodel   | Blauw      | Geel      | Rood       |
| ------------ | ---------- | --------- | ---------- |
| Pantone      | Blue 072 C | Yellow C  | 199 C      |
| CMYK         | 100-88-0-5 | 0-1-100-0 | 0-100-62-0 |
| RGB          | 28-63-148  | 255-238-0 | 237-22-79  |
| Hexadecimaal | #1c3f94    | #ffee00   | #ed164f    |

## Geschiedenis
De vlag werd in huidige vorm aangenomen in 1971 en lijkt met uitzondering van de kleuren in het wapen op de vlag die in 1866 werd aangenomen ter vervanging van een eerdere rood-gouden vlag. Tussen 1931 en 1939 zijn nog drie andere vlaggen in gebruik geweest.

? Vlag van Andorra (1806–1866)
? Vlag van Andorra onder het bewind van Boris I (1934)
? Vlag van Andorra (1939–1949)
? Vlag van Andorra (1949–1959)
? Vlag van Andorra (1959-1971)